# Étant donnés (gruppo musicale)
Gli Étant donnés sono un gruppo musicale francese attivo anche nelle arti figurative e nella performance art della prima scena post-industriale europea.

## Storia degli Étant donnés

### 1977 - 1986: tra industrial e cassette culture
Gli Étant donnés nacquero in Francia nel 1977 dalla collaborazione dei fratelli franco-marocchini Éric e Marc Hurtado, originari di Rabat che presero a prestito il nome dalla famosa opera di Marcel Duchamp dal titolo omonimo.
Nel suo primo periodo discografico, la band aderì di fatto alla "cassette culture" europea, prendendo parte a quello che Vittore Baroni ribattezzò il "tape network". Nel 1981 uscì il loro primo album su cassetta dal titolo La Vue per la Bain Total di Philippe Fichot dei Die Form, a cui seguirono Étant Donnés 2/ L'Opposition Et Les Cases Conjuguées Sont Réconciliées (Bain Total, 1981), Étant Donnés 3/ L'Étoile Au Front (Bain Total, 1982), Ceux Que J'Aime / Ce Que Je Hais (Bain Total, 1983) e Cinq Portes Soudées / Les Cent Jours Clairs (Bain Total, 1984). A queste seguirono poi L'Eclipse del 1985 per la olandese Staalplaat e Mon Cœur del 1986 su Vita Nova.

### 1987 - 1997: DaLe Sens PositifaBleu
Nel 1987 gli Étant Donnés pubblicarono il loro primo lavoro su vinile con l'album Le Sens Positif per la DMA2 di Bordeaux, a cui seguirono Aurore (Touch, 1990), Royaume (Touch, 1991), L'Autre Rive / Le Sens Positif (Staalplaat, 1992) e Bleu (Staalplaat, 1993).

### 1999
Nei primi anni 2000 la band iniziò a confezionare dischi in collaborazione con altri artisti che di volta in volta venivano ospitati nelle composizioni e nelle registrazioni. Fu così che se in Re-Up (Les Disques Du Soleil Et De L'Acier, 1999) comparivano le voci di Alan Vega, Lydia Lunch e Genesis P-Orridge, in Offenbarung Und Untergang By Georg Trakl (Les Disques Du Soleil Et De L'Acier, 1999) la voce fu quella di Michael Gira. Molte furono poi le collaborazioni successive, tra cui Marc Cunningham, Bachir Attar, Saba komossa.
Nel 2011 realizzarono la colonna sonora di Memento Mori di Mathieu Dufois
Nel 2016 La Cinémathèque française rese omaggio all'opera degli Étant donnés e ai film sperimentali di Marc Hurtado con una rassegna organizzata da Nicole Brenez. In precedenza alcuni suoi film erano entrati a far parte della collezione permanente del Centre Pompidou.